# Chthonius caligatus
Chthonius caligatus är en spindeldjursart som beskrevs av Beier 1938. Chthonius caligatus ingår i släktet Chthonius och familjen käkklokrypare. Inga underarter finns listade i Catalogue of Life.